# Castel Blühnbach
Castel Blühnbach (Schloss Blühnbach in tedesco) si trova nel territorio della frazione di Tenneck nel comune austriaco di Werfen nel Distretto di Sankt Johann im Pongau appartenente al Land Salisburghese e la sua costruzione risale al XV secolo.

## Storia

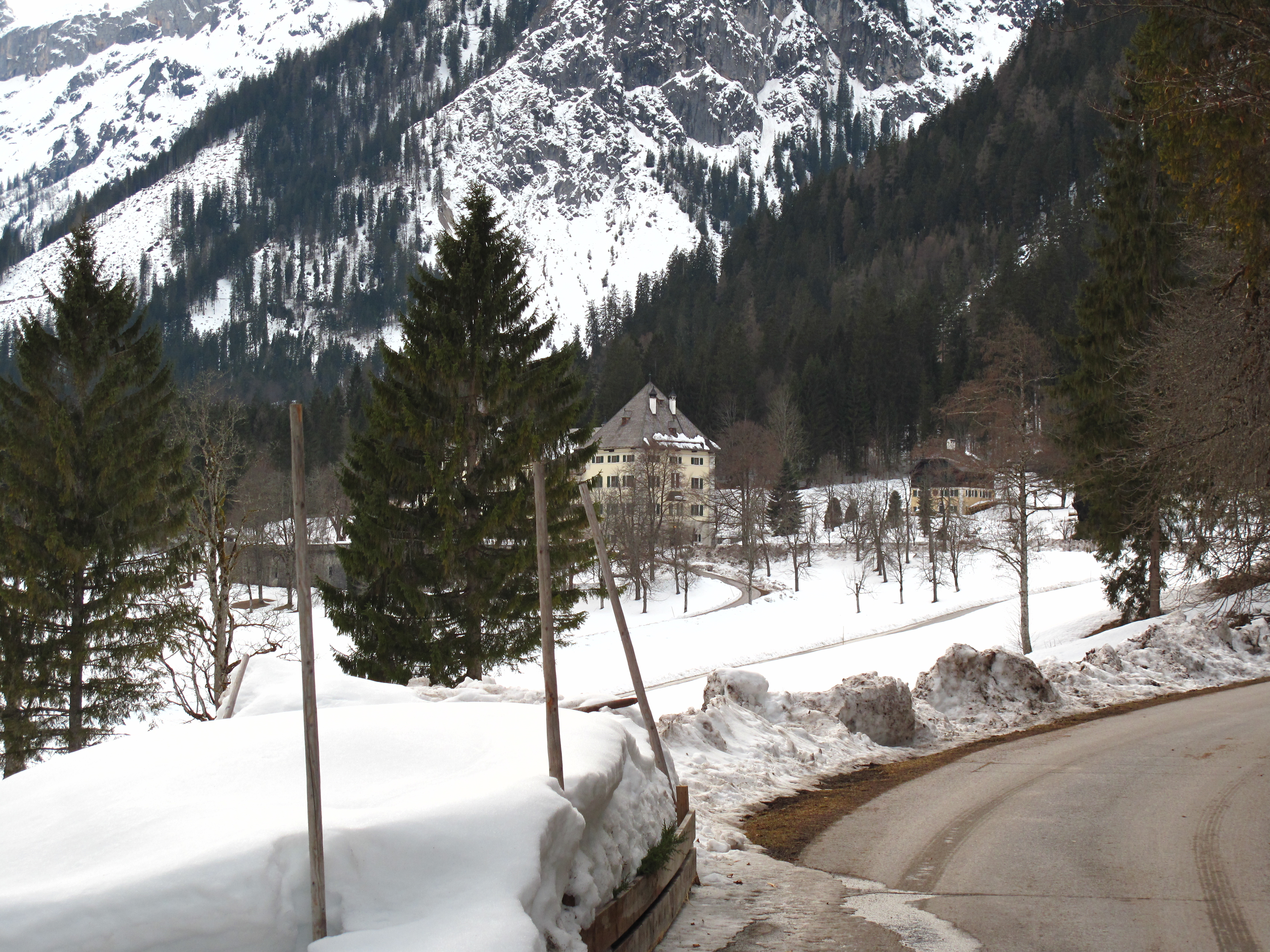
Immagine invernale del castello

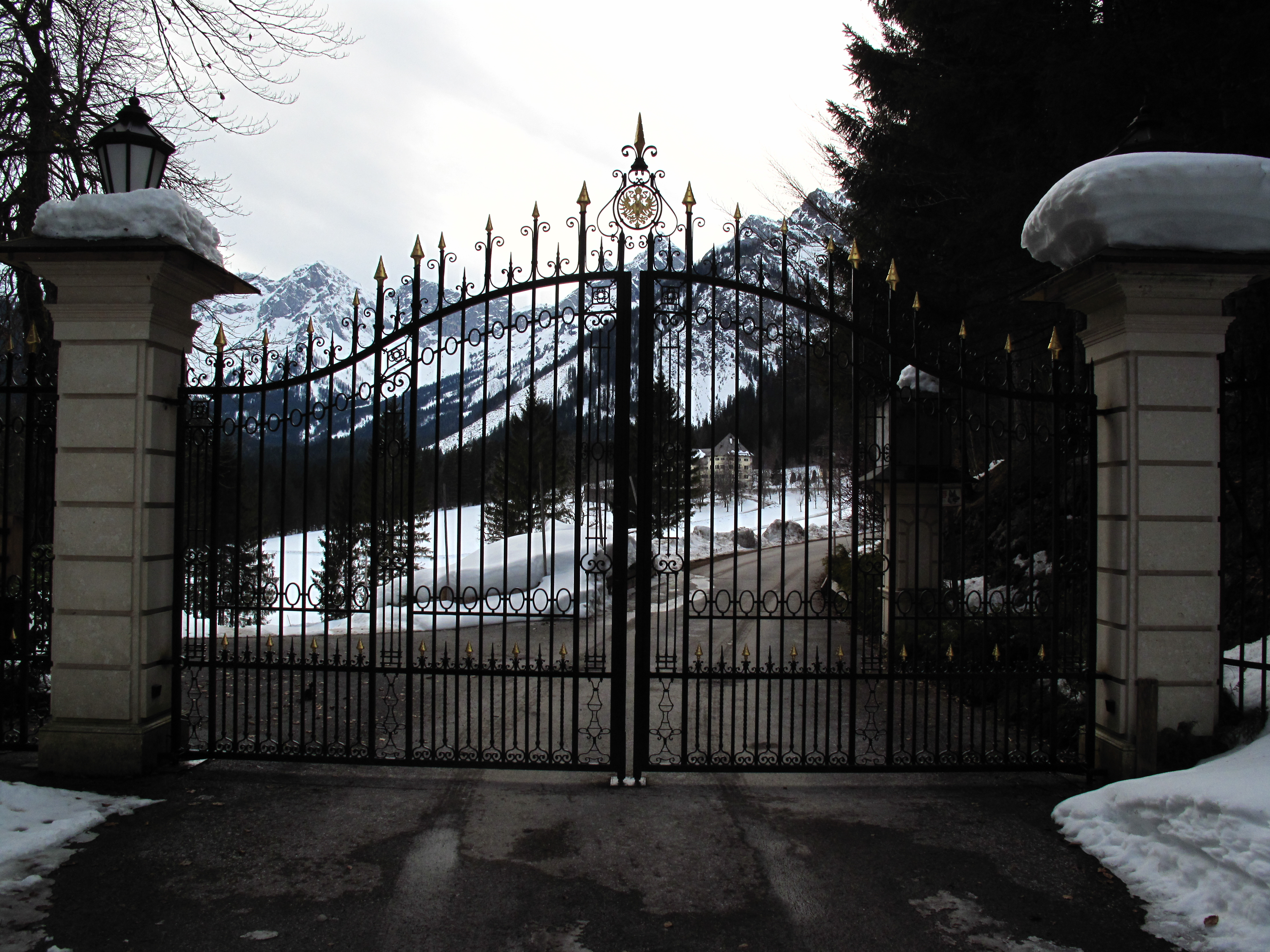
Cancello di accesso alla tenuta del castello

Secondo la leggenda il nome del castello deriverebbe da un evento miracoloso avvenuto il 30 novembre e citato nel 1431 dall'arcivescovo Giovanni II von Reisberg quando un ramo secco iniziò improvvisamente a fiorire nella mano dell'arcivescovo Hartwig mentre stava consacrando una chiesa. La prima testimonianza scritta del nome Blühnbach tuttavia risale al XIV secolo mentre l'arcivescovo Hartwig era già morto quattro secoli prima, nel 1023. Durante il Medioevo sul sito era presente un casino di caccia utilizzato dagli arcivescovi di Salisburgo. L'edificio venne assaltato e distrutto durante la guerra dei contadini degli anni 1525 e 1526 ma fu ricostruito poco dopo continuando ad essere utilizzato come residenza di caccia. Il principe arcivescovo Wolf Dietrich von Raitenau fece ampliare notevolmente il palazzo tra il 1603 e il 1608 sotto la direzione dei lavori di Ruep Eder, Andrä Maurer e Gabriel Prändtl. Nel 1604 il tetto appena costruito venne fatto crollare da una nevicata molto abbondante e dovette essere rifatto l'anno successivo. Il castello fu completato nel 1608 con la costruzione di un maneggio e dell'edificio annesso destinato ad ospitare anche il personale. Le sontuose decorazioni che erano state progettate per gli interni non vennero mai realizzate poiché il principe arcivescovo Marcus Sittikus von Hohenems, successore di Wolf Dietrich, intendeva operare con maggiore economia. Il principe arcivescovo  Paride Lodron, successore di Marcus, vi tenne memorabili battute di caccia che impiegarono fino a 500 battitori e in quegli anni il castello ebbe il periodo del suo massimo splendore. A partire dal secolo successivo poco alla volta venne abbandonato dagli arcivescovi di Salisburgo che cominciarono a giudicarlo troppo lontano per raggiungerlo comodamente e ben presto divenne una grande scuderia per diverse centinaia di cavalli. L'ultimo principe arcivescovo di Salisburgo, Hieronymus von Colloredo, fece ampliare il secondo piano e rifare il tetto dell'edificio. Con la secolarizzazione dell'inizio del XIX secolo, dopo che Salisburgo fu incorporata nella monarchia austriaca, castel Blühnbach divenne proprietà dello Stato austriaco e venne affittato, nel 1842, alla nobile società di caccia locale che utilizzò sino al 1910. Quando l'arciduca Francesco Ferdinando d'Austria-Este si interessò al terreno di caccia la concessione in affitto venne revocata e il castello divenne proprietà privata della corte imperiale. Francesco Ferdinando riuscì ad acquisire praticamente l'intera vallata e fu lui poi ad utilizzare castel Blühnbach come residenza di caccia. Intanto l'architetto e capomastro viennese Ludwig Simon aveva ristrutturato e ampliato secondo lo stile neorinascimentale il grande palazzo L'aggiunta dell'ultimo piano modificò le proporzioni dell'edificio e per gli interni cerco mobili che un tempo fossero appartenuti al principe arcivescovo Wolf Dietrich o che avessero la stessa età. L'erede al trono non poté godere a lungo della sua nuova residenza di caccia poiché i lavori di costruzione furono completati solo nel 1913 e venne assassinato a Sarajevo l'anno successivo. Poco prima aveva abbattuto un camoscio bianco nella zona di Blühnbach, e questo ravvivò la superstizione del vecchio cacciatore secondo la quale abbattere un animale bianco porta sfortuna. Nel 1916 l'imperatore Francesco Giuseppe, poco prima della sua morte, vendette la proprietà a Gustav Krupp von Bohlen und Halbach, appartenente alla nota famiglia di industriali. Gustav Krupp sarebbe diventato in seguito uno dei principali imputati nei processi per crimini di guerra di Norimberga dopo la seconda guerra mondiale perché nelle sue fabbriche al servizio della Germania nazista i Krupp impiegarono centinaia di migliaia di lavoratori forzati e prigionieri di guerra costretti a lavorare in condizioni disumane.    Tuttavia Gustav, a causa delle sue condizioni di salute, non fu possibile farlo sedere in tribunale e trascorse gli ultimi anni della sua vita costretto a letto nel castello di Blühnbach. Sebbene le foreste federali austriache abbiano acquisito le foreste circostanti nel 1973, il castello è rimasto di proprietà della famiglia di Arndt von Bohlen-halbach e dopo la sua morte, avvenuta nel 1988, fu venduto all'industriale austro-americano Frederick R. Koch. L'edificio in seguito è stato restaurato e non è accessibile al pubblico.

## Descrizione

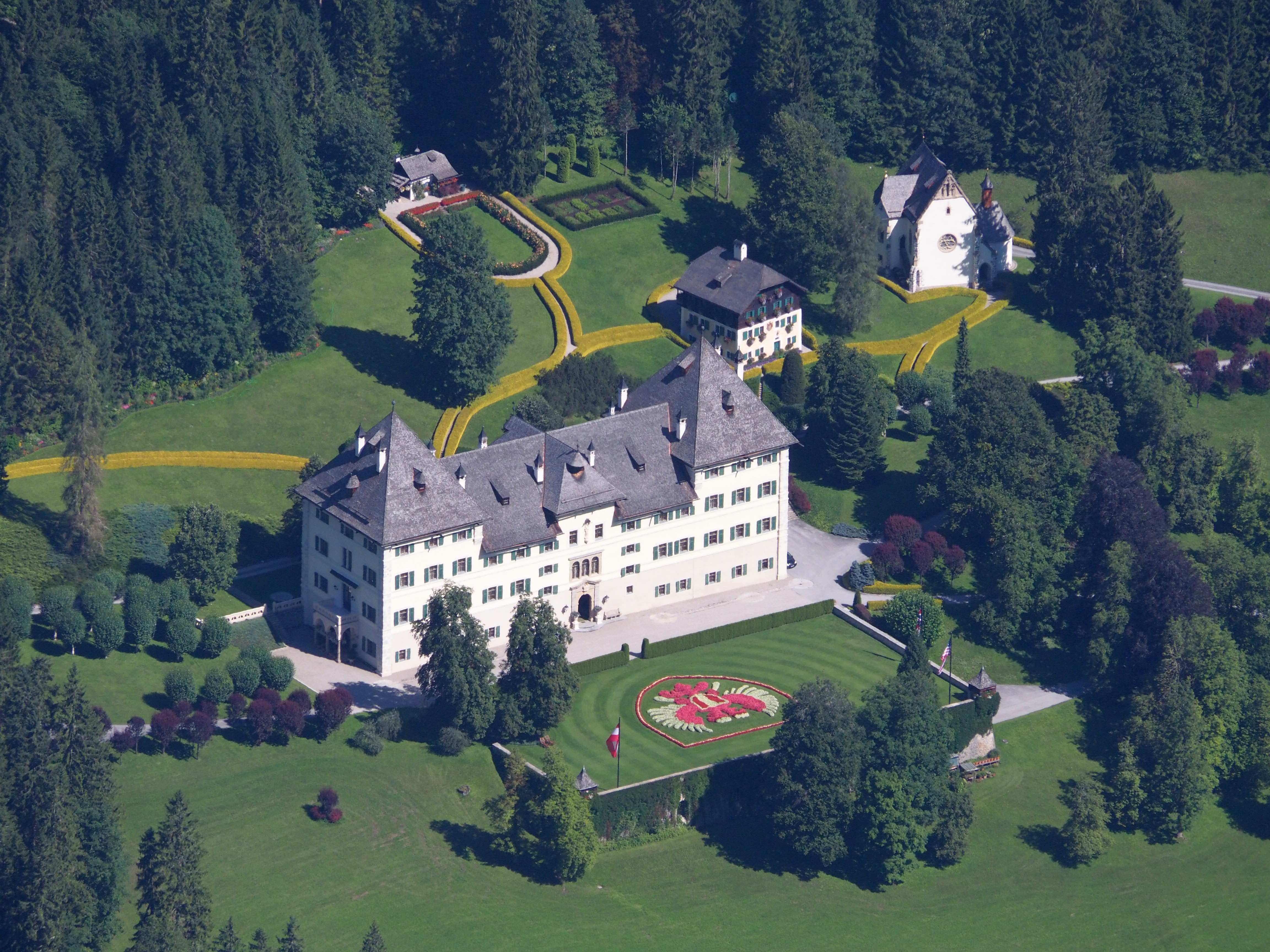
Castel Blühnbach visto dall'alto

Castel Blühnbach si trova nella frazione di Tenneck del comune austriaco di Werfen nel Distretto di Sankt Johann im Pongau appartenente al Land Salisburghese. La facciata principale a meridione ha un aspetto monumantale. Il portale con arco a tutto sesto nella parte mediana risale all'inizio del XVII secolo e è circondato da una cornice sovrastata dal timpano triangolare piatto. Due parti intermedie a tre piani si collegano alla parte centrale a quattro piani mentre ai lati gli avancorpi d'angolo si alzano su quattro piani con tetti spioventi. La facciata principale ha un totale di quattordici finestre per piano. Un bovindo con bifore sporge sul portale moderno ma in stile romanico sulla facciata occidentale. All'interno, al piano terra, vi sono lunghi corridoi che si diramano dal salone centrale con copertura a volta. La sua volta venne arricchita di decorazioni per volontà dell'arciduca Francesco Ferdinando. A lato del salone un'ampia scala a chiocciola conduce ai piani superiori. Al secondo piano si trova un ampio salone collegato ad ampi corridoi a sala. La maggior parte degli arredi è riconducibile all'attività da collezionista dell'erede al trono. A nord-est del palazzo è stata mantenuta una casa di caccia risalente al 1780 circa che conserva lo stemma in marmo bianco del principe arcivescovo Hieronymus von Colloredo. Mentre i suoi primi due piani sono in muratura l'ultimo piano è in legno. L'antica cappella signorile a nord-est del palazzo è menzionata già nel 1582 e con Francesco Ferdinando fu trasformata in cappella laterale con ampliamento neogotico e riccamente arredata con sculture di nuova acquisizione e con un altare laterale tardo gotico risalente al XVI secolo. L'intera struttura è proprietà privata.

### Bene architettonico tutelato
Castel Blühnbach in Austria è un bene sottoposto a tutela artistica col numero 25458.